# T.T. PREMIUM
friday special part2〜T.T. PREMIUM〜（フライデースペシャル・パートツー・ティーティープレミアム）はcross fmが毎週金曜15:00 - 20:00に放送しているラジオ番組。2008年10月3日放送開始、2010年3月26日終了。放送開始から2010年2月12日までは「天神きらめき通りスタジオ」から、2010年2月19日-3月5日は「北九州（本社）スタジオ」、同年3月12日から放送終了まではベイサイドプレイス博多埠頭にある局のスタジオ「ベイサイドプレイス博多スタジオ」からの公開生放送だった。

## 概要
- 金曜日はプレミアム、TOGGYのT.T.PREMIUMがキャッチフレーズ。番組名の「T.T.」とは「TenjinのToggy」の略である。前番組CATEGORY T.T.の流れを色濃く残す番組となっている（大半のコーナーはこちらで継続）。
  - 当初、CATEGORY T.T.金曜日同様、タマホームが「supported by タマホーム」の形で提供していた。
- 番組の（というよりTOGGY自身の）ピークは2回あり、15:15頃と19:10頃と番組内で語っている。

## ナビゲーター・スタッフ
エンディングで読み上げる。
- ナビゲーター - TOGGY
- ディレクター - たすまん
- AD - 三億円
- 主審 - honey（どすこい春日）

## 主なコーナー
- オープニング
  - 前番組amigo amigo!!が始まってからはナビゲーターの栗田善太郎・ルーシーとのトークがある。
- モノマネアタック（15時台・17時台）
  - リスナー参加のモノマネコーナー。出されたお題のモノマネをし、合格者にはプレゼントが送られる。プレゼントが先着順の回もあったが、プレゼント狙いでモノマネの出来ない挑戦者が増えたため、元に戻された。2009年4月の放送から、一つのお題で15時台・17時台と2回のチャンスとなった。
- 相談役に聞いてみよう!（16時台）
  - TOGGY'S T.T.と共通のコーナーで、TOGGY扮する相談役が、リスナーの悩みや疑問に答える。
- TANKUROプロジェクト
  - TANKURO=担当者クローズアップ。30秒間、無料で宣伝が出来る。（初回のみ無料）
- PREMIUM TEA ROOM（18時台）
  - ゲストコーナー。TOGGY'S T.T.とは違い、TOGGYとゲストが架空の茶室で雑談するという設定付けがされている。時間がなくなるとマネージャーが呼びに来るのがお決まり。
- タマホームプレゼンツ ラジオCM
- スピリチュアルアタック（19時台）
  - TOGGY扮する美輪トギ宏が自身に関するクイズを出題し、リスナーが電話で答える。回答の前に、美輪さんがスピリチュアル力を使い、リスナーについてのことを当ててみせる。美輪さん曰く、見えるらしい。
- music forest
  - 18時台を除き、一時間に一回放送。数曲をMCを間に挟まず曲を流す。コーナーの最後には、TOGGYが選曲担当の「シンロウ」氏の名前の前に何か言葉を付けて遊ぶ。

## 終了したコーナー
- ムジカデクイズ（16時台）
  - 音楽クイズ。16:30頃に主審の持つイエローカードに書かれた楽器生演奏・物真似での朗読・スリーソングクイズ（違う3曲を同時に放送してそのうち1曲を当てる）・うろ覚え（TOGGYが歌詞うろ覚えで歌う）などで問題を出題。18:05頃に答え合わせをする。
  - リスナーは答えを考え正解を送るか、「ナイスアンサー」として正解とこじつけてボケ回答を送る、もしくは連想から全く違う答えを導き出す「間違い」を送っている。流れとしては間違い→単なる間違い→正解発表→ナイスアンサーとなる。正解者には抽選でプレゼントが送られるが、ナイスアンサーでもTOGGYがウケたものについては繰上げ正解となり、別枠で抽選でプレゼントが送られる。ただしボケ被りは不正解（稀にボケ被りでもTOGGYがウケれば繰上げ正解となる場合がある）。ナイスアンサーを送ってくる常連リスナーには、放送エリア内の地名と著名人の名前を掛けたラジオネームで投稿して来る者が多く、その度にTOGGYが物真似で読んでいる。
- タイムアタック（17時台）
  - オープニングの音楽や演出は「クイズタイムショック」（初代）を模している。出題前に挑戦者は出来る限りの大声で「タ〜〜イム、アタック！」とコールすることが求められる。これをクリアしないと問題には進めない。
  - 1分間に10問の問題に次々に答え、間違った時点で終了。1問目は必ず「TOGGYさん」が正解（基本的にTOGGYの近況）。1問目は言い直し不可。時々引っかかる挑戦者もいる。2問目は自分のカテゴリー（例えばTenjinのTOGGYなら T.T.）を言う。その後はその日のニュースを中心に出題される。本家タイムアタックお得意の「今何問目？」も出されることもある。
  - 全問正解すると海外旅行がプレゼントされる。
- HDL 大人のボディトレ
- Panasonic presents DRIVE with Strada
  - TOGGY'S T.T.と共通の帯コーナー。金曜はドライブ情報を紹介。
- 明日への伝言板（18:55）